# Mariella Palmich
Mariella Palmich, née en Roumanie en 1947, est une actrice d'origine dalmate, active en Italie dans les années 1960 et 1970, tant au cinéma qu'à la télévision.

## Biographie
Mariella Palmich est roumaine de naissance, dalmate d'origine, et a grandi à Milan, avant de se rendre à Rome. Elle se forme au Centro sperimentale di cinematografia dont elle sort diplômée en 1966.
Elle paraît à la télévision en février 1967 aux côtés de Nanni Loy, dans sa série Specchio segreto, au cours de l'émission de télévision I tappabucchi,. Elle devient vite présentatrice. Elle fait la couverture de l'hebdomadaire Radiocorriere le 4 novembre 1967 à l'occasion de la première diffusion de l'émission Ci vediamo stasera de Stefano Canzio.
En 1969, elle participe au tournage d'un film Il rapporto, de Lionello Massobrio, qui est censuré et ne sera jamais publié.
Elle s'intéresse aussi à la musique folk, comme présentatrice d'émissions télévisées,. Elle participe à un festival de guitare folk en 1972 au Casino de Campione d'Italia, où elle se produit en représentante de la Roumanie.

## Filmographie

### Cinéma
- 1964 : Il Professor Matusa e i suoi hippies
- 1967 : Quand l'heure de la vengeance sonnera (La morte non conta i dollari) : Helen
- 1968 : 
  - La più bella coppia del mondo
  - La Ceinture de chasteté (La cintura di castità) de Pasquale Festa Campanile
- 1969 : 
  - El Sartana, l'ombre de ta mort (Passa Sartana... è l'ombra della tua morte) : la fille enlevée dans le village fantôme
  - Sedia elettrica
  - Quatre pour Sartana (...e vennero in quattro per uccidere Sartana!)
- 1970 : 
  - Échec à la maffia (Scacco alla mafia) : religieuse
  - Seule contre la mafia (La moglie più bella)
  - Lettera aperta a un giornale della sera de Francesco Maselli[10] : équipière de Dosi
  - Django et Sartana (Quel maledetto giorno d'inverno... Django e Sartana all'ultimo sangue) : Dolores
  - Le Corsaire des sept mers (El Corsario)
  - Sartana, si ton bras gauche te gêne, coupe-le (Arrivano Django e Sartana... è la fine) : Lilly
- 1971 : Sartana, pistolet pour cent croix (Una pistola per cento croci) de Carlo Croccolo : fille au saloon
- 1972 : Django adios ! (Seminò la morte... lo chiamavano Castigo di Dio) de Roberto Mauri

### Télévision
- 1967 : I tappabuchi, émission de Vito Molinari[2]
- 1967 puis 1970[11] : Ci vediamo stasera, émission de Stefano Canzio (it)[5], puis Salvatore Nocita[12] : présentatrice
- 1969 : Le strade del folk, émission de Fernanda Turvani : présentatrice[8]
- 1969 : La chiave dei sette scrigni, émission de Sergio Ricci : présentatrice[13]
- 1971 : Antigone, téléfilm de Vittorio Cottafavi : Ismène[14],[15]

## Radio
- 1975 : Nel negozio di dischi de Karl Valentin, adapté par Mara Fazio : la secrétaire[16]

## Théâtre
- 1969 : Peer Gynt de Henrik Ibsen, mise en scène de Giorgio Bandini[17]
- 1971 : Il soldato sbruffone (Miles Gloriosus) de Plaute, mise en scène de Sergio Ammirata (it)[18]
- 1972 : La rivoluzione di Fra' Tommaso Campanella de Mario Moretti, mis en scène par José Quaglio[19].